# Anastasia Biseniek
Anastasia Biseniek (russe : Анастасия Бисениек ; 1899-1943) était la cheffe de l'organisation des partisans soviétique de Dno dans l'oblast de Pskov qui a transféré des informations pour les scouts en plus de fournir des armes et des explosifs. Employée dans une gare de chemin de fer, elle a été en mesure d'aider les partisans à saboter du matériel indispensable pour les Allemands. Le 8 mai 1965, elle a reçu le titre d'Héroïne de l'Union soviétique, plus de vingt ans après avoir été exécutée dans le camp de la mort de Zapolianski.

## Avant-guerre
Anastasia Biseniek est née en 1899 dans une famille russe de la ville de Dno, qui fait alors partie de l'Empire russe ; elle a quatre frères et trois sœurs. Son père, Alexandre Pavelovitch Finogenov, travaille à la station de chemin de fer no 1 de Dno. En 1914, il est enrôlé dans la garde impériale russe de l'Armée, mais est vite démobilisé. Il est blessé pendant la Guerre Civile en Russie et travaille ensuite en tant que maître cordonnier. À la fin de l'école primaire, Biseniek travaille à la gare ferroviaire jusqu'en 1914, quand son père quitte l'armée et l'envoie travailler dans une usine de vêtements à Petrograd. En 1917, quelques jours avant la Révolution d'octobre, son amant qu'elle a rencontré à Petrograd est tué lors d'une patrouille de nuit ; c'était un bolchevik,.
En 1919, Biseniek retourne à Dno et trouve un emploi dans un pensionnat, et en 1921 épouse un réfugié letton Fiodor Biseniek. Elle prend son nom de famille et le couple a bientôt leur premier enfant, Ioura. En 1922, Fiodor reçoit la permission de rentrer en Lettonie, et il part sans en parler à Biseniek. À la recherche de son mari, elle quitte illégalement l'Union soviétique pour la Lettonie, où ils se retrouvent. Elle donne naissance à un garçon, Constantin, dix ans plus tard. Par le biais de relations personnelles et des fonctionnaires de haut rang tels que Mikhaïl Kalinine, elle réussit à revenir à Dno où elle trouve un travail dans une gare de marchandises et plus tard devient conductrice. En 1937, elle est arrêtée par le NKVD pendant les Grandes Purges pour avoir quitté l'Union soviétique sans autorisation mais elle est libre jusqu'au 6 juin 1938, quand elle est de nouveau arrêtée et condamnée cette fois-ci à dix ans de prison le 27 octobre pour violation de l'article 58. Le 18 septembre 1939, l'affaire est rejetée et la décision est révoquée. Biseniek est libérée et rencontre Vassili Zinoviev, qui sera plus tard son commandant en tant que partisan.

## Activités partisanes

### Les activités partisanes dans la zone de Dno
Le 18 juillet 1941, lorsque le comité du district du Parti Communiste s'inquiète de la retraite du 22e Corps des carabiniers face à l'offensive allemande, le parti forme un détachement de partisans. Zinoviev est finalement nommé commandant de l'unité, un membre du parti nommé Timokine devient commissaire, et le fils aîné de Biseniek, Ioura devient membre de la guérilla. Avant que l'unité ne quitte la ville de Dno pour lutter contre les Allemands, le commandement de l'unité contacte Biseniek, en lui demandant de servir en tant que cheffe du groupe resté à Dno. Son travail est d'observation la situation dans la ville et à la gare, de transmettre les informations aux partisans de la forêt, de tenir des réunions dans son appartement et de perturber les communications et le transport d'équipement des allemands pour entraver leur avancée sur Leningrad. Sympathisante des efforts soviétiques pour résister au blocus de Leningrad, Biseniek est heureuse de faciliter la résistance. Pour ce faire, elle doit rester en ville même lorsqu'elle a l'occasion d'évacuer avec son plus jeune fils ; le jour suivant, le 19 juillet, la ville est prise par les troupes allemandes,.
Pour son premier voyage au dépôt de locomotives après l'occupation allemande de la ville, elle rencontre un ancien soldat de l'Armée blanche qui a combattu pendant la guerre civile russe en collaboration avec les Allemands. Sachant que Biseniek a déjà été arrêtée par le NKVD, il pense faussement qu'elle serait heureuse de collaborer avec les nazis et l'invite à se joindre à la nouvelle administration allemande. Voyant là une occasion de recueillir de plus amples renseignements, elle fait semblant d'être en accord avec l'idée,.
L'administration allemande permet la mise en place de bazars chaque dimanche. L'un des premiers jours d'ouverture du marché, la sœur de Biseniek, Evguenia, qui est institutrice à Loukomo apporte des brochures à l'appartement. À la demande de Biseniek, elle garde un œil sur les mouvements de troupes allemandes ; elle distribue également des brochures soviétiques pour les mécaniciens au dépôt de locomotives qui sont forcés de réparer des véhicules pour les Allemands. Lors de chaque visite d'Evguenia, elles distribuent des tracts à la gare où Biseniek travaille et écrivent pour un journal clandestin diffusé localement, Dnovets,.
Biseniek recrute et forme deux jeunes membres du Komsomol pour l'unité partisane, Zinaïda Egorova et Nina Karabanova. Zina Egorova travaillait comme opératrice téléphonique dans une base militaire avant la guerre, et puis en tant que serveuse dans le mess d'un aérodrome allemand où elle parle avec les pilotes et le personnel technique. Elle compile les renseignements qu'elle recueille et les envoie aux services de renseignement de l'Armée rouge. L'information aide l'Armée rouge à attaquer le siège de l'aérodrome. Nina Karabanova, qui est à l'école secondaire à l'époque, travaille comme concierge dans une base militaire allemande. Plus tard, elle prend contact avec des prisonniers de guerre soviétiques et leur fournit de la nourriture, des vêtements, des médicaments et des brochures de l'Union soviétique. Lorsque l'un des prisonniers demande à Biseniek de l'aider, elle demande à Karabanova de lui fournir une carte et une boussole, utilisés par un groupe pour s'évader. Par la suite, Nina contacte les membres de la résistance clandestine de Skougra, où l'évasion des prisonniers et leur transfert dans un détachement partisan est organisé,,.
Par le biais de communications avec l'instituteur E. Ivanov, Biseniek établit des liens avec les partisans du village contrôlé de Botanog. En 1942, l'agent des renseignements Dmitri Iakovlev, qui travaillait comme machiniste avant la guerre et s'est échappé de captivité vient jusqu'à l'appartement de Biseniek pour rencontrer ses parents ; mais il n'a pas les documents d'identité requis avec lui. Quand un groupe de policiers allemands s'approchent et demandent à voir ses papiers, un des policiers se rend compte qu'il est un fugitif et l'arrête. L'arrestation de Iakovlev alarme Biseniek, et après son arrestation, Evguenia lui demande de quitter la ville pour sa propre sécurité, mais elle refuse, se rendant compte que si elle part, tous les membres de sa famille seront arrêtés. Peu de temps après l'arrestation, Biseniek et sa sœur sont convoquées par les Allemands pour un interrogatoire et une reconnaissance faciale face à Iakovlev. Cependant, il nie tout lien. Elles sont autorisées à partir mais après leur départ, Iakovlev est abattu,.
Le 4 janvier 1943, Biseniek emmène son plus jeune fils faire du ski à proximité du pont de chemin de fer, à quelques kilomètres de la ville pour connaître la position des défenses allemandes. Skiant, elle est vue par un soldat allemand qui ouvre le feu avec un fusil automatique, mais Constantin n'est pas blessé même si l'une des balles casse en deux son ski. Plusieurs jours plus tard, des parachutistes détruisent les canons allemands montés sur le pont mais elle décide de ne plus prendre son fils cadet lors de missions de surveillance, soupçonnant son fils aîné Ioura d'avoir été tué dans le combat pour les canons,.

### Connexions avec le détachement de Zinoviev
Elle établit des liens avec l'unité partisane nommée d'après V. I. Zinoviev à travers son fils Ioura, qui lui fournit des informations sur le détachement situé à la périphérie de la ville, près du lac de Beli. Biseniek dit alors à son fils ses informations sur l'état de la région, plus particulièrement l'emplacement du bureau du commandant, de la société de sécurité, et l'aérodrome improvisé camouflé avec des canons anti-aériens protégeant un dépôt ainsi que les noms des villageois collaborant avec les nazis. Les bombardiers soviétiques prennent les canons anti-aériens quelques jours plus tard. Plus tard, les partisans du détachement sous le commandement de Vassiliev quittent la région après le sabotage des routes,.
Le 2 octobre, le détachement de Zinoviev organise une grande diversion sur la ligne Novosokolniki-Bokach au niveau de Vyaz-Bakatch, au sud de la station de Dno. Biseniek agit à titre d'agent de liaison, fournissant des informations sur les mouvements des troupes allemandes à Zinoviev après avoir reçu des renseignements d'un informateur anonyme. Les partisans détruisent deux locomotives, des chars et des canons, ralentissant l'expédition de l'équipement. Début novembre, Biseniek informé Zinoviev sur une grande quantité d'équipement militaire très surveillé sur le point d'être livré. Un groupe de cinq partisans, dont l'un était son fils Ioura, lance un raid nocturne sur la station et sabotent l'équipement,.
Durant l'hiver 1941-1942, les autorités allemandes augmentent la sécurité à la gare ainsi que dans les bases militaires et les usines, réduisant les possibilités de sabotage. En janvier 1942, l'unité partisane de Droujny avec laquelle elle est en contact, l'informe qu'au cours d'une bataille au village de Kholm, la 2e Brigade de partisans de Leningrad a travaillé avec la 3e Armée de choc pour expulser les forces allemandes. Au cours de l'opération, le commandant du détachement est tué dans l'action et son fils Ioura est blessé par des tirs d'obus, mais sorti du champ de bataille par un autre partisan. Zinoviev reçoit le titre de Héros de l'Union soviétique et Ioura la Médaille du Courage.

### Opération de sabotage des chemins de fer
En décembre 1941, trois partisans qui ont participé à la bataille en tant que membres du 95e Détachement, retournent à Dno et nomment Biseniek responsable de l'attaque du chemin de fer. Un partisan demande à Biseniek de fournir les explosifs nécessaires pour la mission, qu'elle lui remet dissimulés dans un sac de pommes de terre. En janvier, les explosifs sont placés à l'intérieur du moteur d'un train utilisé par l'armée allemande, provoquant une énorme explosion. Les partisans lancent une deuxième attaque d'un train, mais sont arrêtés le lendemain et fusillés en février. Biseniek apprend la mort de ses camarades de façon très personnelle et considère que leur décès est de sa faute.
Après l'exécution du groupe chargé de l'attaque de train, les attaques sur les chemins de fer sont suspendues et les employés des dépôts perçus par les Allemands comme des traîtres potentiels et mis à pied. Biseniek convainc les occupants allemands d'embaucher une personne âgée en tant que machiniste du nom de Filioukhine ; Filioukhine gagne la confiance des Allemands et obtient un accès libre à la gare, de sorte qu'il peut y planter des explosifs. Le 23 février, il plante un explosif à la gare, caché dans une bouteille de bière à l'intérieur d'une botte. Le 25 février, il fait exploser une locomotive qui a fait l'objet de réparations, détruisant le matériel militaire qu'il transportait. La semaine suivante, il organise plusieurs attaques sur des portions allemandes du chemin de fer, en distribuant des mines à d'autres machinistes, leur disant de les planter aussi loin que possible de la ville pour rester hors des radars allemands,.

## Arrestation et mort

### Première arrestation
À l'été 1943, Biseniek est arrêtée par la Geheime Feldpolizei. Alors que la police n'a aucune preuve contre elle, un enquêteur essaie de la convaincre de travailler pour le contre-espionnage allemand. Elle refuse de le faire, en affirmant qu'elle est occupée à prendre soin de ses parents malades. L'enquêteur cesse d'essayer de la recruter mais la laisse quitter la prison un mois en avance. Il s'avère qu'elle est libérée pour être surveillée et découvrir ses contacts. Consciente d'être observée, elle ne rencontre que Filioukhine, lui aussi sous surveillance. Deux mois plus tard, Filioukhine est arrêté et envoyé dans un camp de concentration sans être informé des éléments de preuve contre lui. Lorsque Biseniek retourne à son appartement, son père lui parle des récentes arrestations de masse de partisans et de scouts, qui ont tenté une opération de sauvetage de prisonniers de guerre détenus par les Allemands, après que l'un des leurs ait été capturé et ait vendu ses amis. Les partisans nommés sont tous tués à l'exception d'un, envoyé au camp de Zapolianski.

### Deuxième arrestation
Après avoir réalisé qu'elle est susceptible d'être de nouveau arrêtée, elle décide de remettre toutes les informations accumulées aux partisans de Leningrad, en pleine campagne de sabotages. Biseniek aide le reste des partisans de la ville à la quitter au milieu de la nuit, leur trouvant des planques pour une période de trois jours. Quand elle rentre à Dno, elle apprend que son fils Constantin a été arrêté. Se doutant que son fils aîné Ioura a été tué, et inquiète pour la sécurité de son plus jeune fils, elle refuse d'entrer dans la clandestinité mais rentre tout simplement à son appartement où elle attend la police allemande. Elle est arrêtée presque immédiatement, et la police libère alors ses parents et son fils de garde à vue. Cependant, son père meurt peu de temps après sa libération,.
En août 1943, Biseniek est envoyée à Porkhov, où des agents allemands tentent de la convaincre de coopérer en donnant les noms des membres de la résistance clandestine. Elle est soumise à des chocs électriques, lui faisant perdre conscience à plusieurs reprises, mais elle ne donne toujours aucun nom. Après un certain temps, ses ravisseurs décident d'employer la torture psychologique en lui montrant le monde extérieur pour de courtes périodes, la transportant à la périphérie de Porkhov sur les ruines d'une ancienne forteresse et lui permettant de marcher le long de la berge d'une rivière ; elle refuse toujours de faire des « aveux » ou de donner des noms,.

## Captivité dans le camp de Zapolianski
Après le refus de Biseniek de coopérer avec les Allemands, elle est envoyée au camp de Zapolianski à proximité de Porkhov. Dans ce camp sont détenus et torturés les membres de la résistance, les partisans et les prisonniers de guerre qui ont refusé de coopérer avec les autorités allemandes. Durant les 10 mois de d'existence du camp, plus de trois mille personnes sont tuées. Pendant sa captivité, Biseniek essaie d'aider les autres prisonniers et gagne leur respect.
Le fils de Biseniek, Constantin apprend le sort de sa mère et lui rend visite plusieurs fois, voyageant de Dno et obtenant la permission de lui parler à travers la clôture. Il fait sa dernière visite le 18 septembre 1943, date où elle lui ordonne de ne plus venir, sachant qu'elle allait être exécutée et craignant pour la vie de son fils. Elle lui dit de ne pas rester dans la ville, mais de partir vivre dans la forêt avec les partisans. Constantin se rend compte qu'il n'a pas les ressources pour le faire. Il quitte Dno avec un ami pour rejoindre les partisans dans la forêt, et devient plus tard un soldat de l'Armée rouge. Après sa démobilisation, il travaille comme ingénieur à Nijni Taguil et Novgorod.
Le 13 octobre 1943, Biseniek est exécutée sur ordre du commandant du camp. En novembre 1943, le camp est démonté et les restes des prisonniers tués sont brûlés face à l'avancée de l'armée soviétique. À peine trois mois plus tard, les armées du Front de Briansk et Leningrad reprennent Dno et la région environnante,.

## Reconnaissance
À la veille du 20e anniversaire de la défaite de l'Allemagne dans la Seconde Guerre mondiale, Biseniek et neuf autres partisans de la région de Pskov sont déclarés Héros de l'Union soviétique par le décret du Soviet Suprême, huit le recevant à titre posthume. Une grande plaque de granit commémorative disant : « Ici, à la station de Dno, au cours de l'occupation germano-fasciste temporaire de la ville, l'Héroïne de l'Union soviétique Biseniek Anastasia Alexandrovna participa à la résistance clandestine. La courageuse patriote a été brutalement torturée et exécutée par les fascistes en octobre 1943. Gloire éternelle aux héros qui ont donné leur vie pour la liberté et l'indépendance de notre Patrie » est placé à la gare de Dno, où elle a travaillé. Le dépôt de Dno contient un petit musée consacré à l'histoire de la ville pendant l'occupation allemande et une rue centrale de la ville est nommée en son honneur. Dans les années 1980, l'historien Nikolaï Vissarionovitch Masolov écrit sa biographie complète après avoir parlé avec les membres de sa famille et les membres survivants de son détachement de partisans.